# Queen: The Singles Collection Volume 3
Queen: The Singles Collection Volume 3 is een compilatiealbum van de Britse rockband Queen, uitgebracht in 2010. Hierop staat de derde serie van 13 singles die zijn uitgebracht in het Verenigd Koninkrijk.

## Nummers
Disc 1
1. "It's a Hard Life"
2. "Is This The World We Created...?"

Disc 2
1. "Hammer To Fall"
2. "Tear It Up"

Disc 3
1. "Thank God It's Christmas"
2. "Man on the Prowl"
3. "Keep Passing the Open Windows"

Disc 4
1. "One Vision" (Singleversie)
2. "Blurred Vision"

Disc 5
1. "A Kind of Magic"
2. "A Dozen Red Roses For My Darling"

Disc 6
1. "Friends Will Be Friends"
2. "Princes of the Universe"

Disc 7
1. "Pain Is So Close to Pleasure" (Singleremix)
2. "Don't Lose Your Head"

Disc 8
1. "Who Wants to Live Forever" (Singleversie)
2. "Forever" (Instrumentaal)

Disc 9
1. "One Year of Love"
2. "Gimme the Prize (Kurgan's Theme)"

Disc 10
1. "I Want It All" (Singleversie)
2. "Hang On in There"

Disc 11
1. "Breakthru"
2. "Stealin'"

Disc 12
1. "The Invisible Man"
2. "Hijack My Heart"

Disc 13
1. "Scandal"
2. "My Life Has Been Saved"